# Пекче
Царство Пекче е една от първите корейски държави. Едно от древните Три царства в Корея.
Царството е основано през около 20 г. пр.н.е. В днешна Южна Корея. Царството просъществува до 7 век когато е завладяно от източния си съсед царство Сила (Шила). Малко по-късно Шила завладели целия полуостров и сложили началото на държавата Корея.
Държавата Пекче е една от най-старите държави в Корея. Смята се че е основана през 18 година пр.н.е. от цар Онджо. Царството се намирало около днешния град Суел в Южна Корея.
Истинските военни успехи и значително разширение идват при управлението на цар Кои (234 – 286). По време на управлението си той завладява племенния съюз Махан. Той продължава завоеванията си и завладява териториите на днешна Южна Корея. Втория велик завоевател е цар Кунчого (376 – 375). Той насочва вниманието си най-вече на север срещу царство Когурьо като завладява голяма част от царството. През пети век царството има връзки с Китай и Япония. Царете имали връзка най-вече с императорите на Китай. В края на 6 и 7 век Пекче участвали във войните на Корейския полуостров, в които войни се намесили и китайците. В резултат от унищожителните войни държавата Пекче се разпада.